# Marshall Plexi

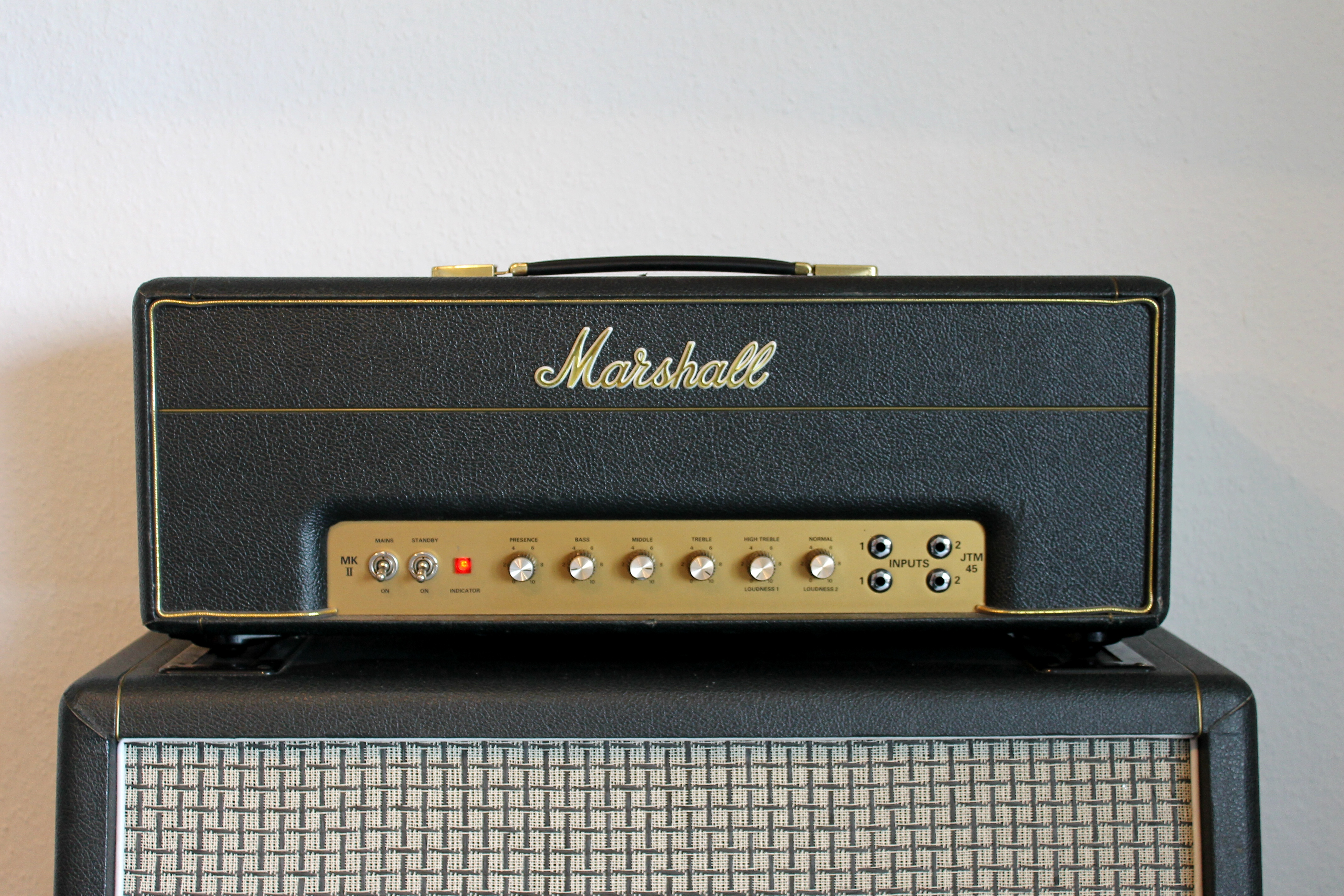
Marshall JTM 45

Der Marshall Plexi, offiziell zunächst (von 1962 bis 1966) JTM-45(/100), später (ab 1967) JMP Super Lead genannt, war ein früher Röhren-Gitarrenverstärker der britischen Firma Marshall Amplification aus den 1960er Jahren. Jim Marshall entwickelte den Prototyp in England im Jahre 1962 auf Basis des Fender Bassman.
Der Namenszusatz Plexi erklärt sich aus der Plexiglasbedienfront des Verstärkers, die zwischen 1967 und 1968 durch gebürstetes, eloxiertes Aluminium ersetzt wurde. In der Endstufe kamen in den ersten Modellen zunächst Röhren vom englischen Typ KT66 zum Einsatz, 1966 wurden sie durch den europäischen Typ EL34 ersetzt. Darüber hinaus waren die Verstärker in der Vorstufe mit Röhren vom Typ ECC83 sowie mit einer Gleichrichterröhre vom Typ GZ34 ausgestattet.
Der Plexi wurde von zahlreichen Rock- und Popmusikern eingesetzt, unter anderem von Eric Clapton während seiner Zeit bei Cream, von Jimi Hendrix und von Pete Townshend. Letzterer war es, der die Weiterentwicklung dieses Verstärkers stark vorantrieb, indem er bei Jim Marshall nach immer leistungsstärkeren Amps anfragte.
Die Faszination Plexi hat jedoch nie an Bedeutung verloren: Hunderttausende Gitarristen weltweit schwören bis heute auf diese alten Tops, wie beispielsweise Angus Young von AC/DC oder Jimmy Page von Led Zeppelin. Entsprechend hoch sind die Preise für die Originale aus den 1960er Jahren. Als kostengünstigere Alternativen bietet Marshall heutzutage zahlreiche Neuauflagen an. Auch hunderte andere Hersteller versuchen, mit ihren Produkten den Sound eines alten Marshall Plexis einzufangen und zu reproduzieren.
Der Sound eines aufgedrehten Marshall Plexis ist für viele Menschen der Inbegriff des Rocksounds der 1960er und 1970er Jahre, da er auf nahezu jeder größeren Bühne aus dieser Zeit zu sehen und zu hören gewesen ist.

## Klangeigenschaften
Der Plexi zeichnet sich durch seine hohe Dynamik aus: So kann man mit einem leichten Anschlag (beispielsweise beim Fingerpicking) leise und nahezu unverzerrt spielen, mit zunehmend kräftiger werdendem Anschlag (zum Beispiel beim Schlagen von Akkorden) nehmen die Verzerrungen immer mehr zu, so dass sich der Klang über die Anschlagstärke gut zwischen unverzerrt und verzerrt variieren lässt.
Außerdem war und ist er wegen seiner obertonreichen, warmen (im Volksmund irrtümlich Endstufenverzerrung genannt) Verzerrung der Phasenumkehrstufe beliebt. Ein großes Problem besteht bei diesen Verstärkern allerdings in der Lautstärke: Erst bei sehr weit aufgedrehtem Lautstärkeregler beginnt die Phasenumkehrstufe zu sättigen. Dieses Problem wurde erst 1975 mit der Einführung eines „Master-Reglers“ behoben, der eine unabhängige Lautstärkenregelung von Vor- und Endstufe erlaubte. Der verzerrte Klang des mit einem Master-Regler ausgestatteten Verstärkers entspricht jedoch nicht dem einer gesättigten Phasenumkehrstufe, so dass viele Gitarristen so genannte Power Soaks zur Leistungsreduzierung bevorzugen (dabei handelt es sich um zwischen Verstärker und Box eingesetzte Widerstands-Schaltkreise, die einen Teil der Ausgangsleistung in Wärme umwandeln). Alternativ bietet sich auch der Einbau eines Master-Reglers hinter der Phasenumkehrstufe (PPIMV, Post-Phase-Inverter-Master-Volume) an. Auch mit sogenannten Power-Scaling-Systemen wird herumexperimentiert. Diese verringern die Gitterspannung der Endstufenröhren: Der Verstärker verliert an Leistung und somit auch an Lautstärke.